# Kubu Tapan
Kubu Tapan is een bestuurslaag in het regentschap Zuid-Pesisir van de provincie West-Sumatra, Indonesië. Kubu Tapan telt 2466 inwoners (volkstelling 2010).